# XVIII Dicembre
XVIII Dicembre è una stazione della linea 1 della metropolitana di Torino, è posta in piazza XVIII Dicembre.

## Storia
La stazione venne attivata il 4 febbraio 2006, come capolinea della prima tratta della metropolitana torinese.
Rimase capolinea fino al 5 ottobre 2007, quando venne attivato il prolungamento per Porta Nuova.

## Strutture e impianti
La stazione sorge in prossimità della vecchia stazione Porta Susa e fungeva da interscambio con la linea ferroviaria fino all'apertura dell'attuale stazione ferroviaria di Torino Porta Susa dove i servizi ferroviari sono ora stati spostati.

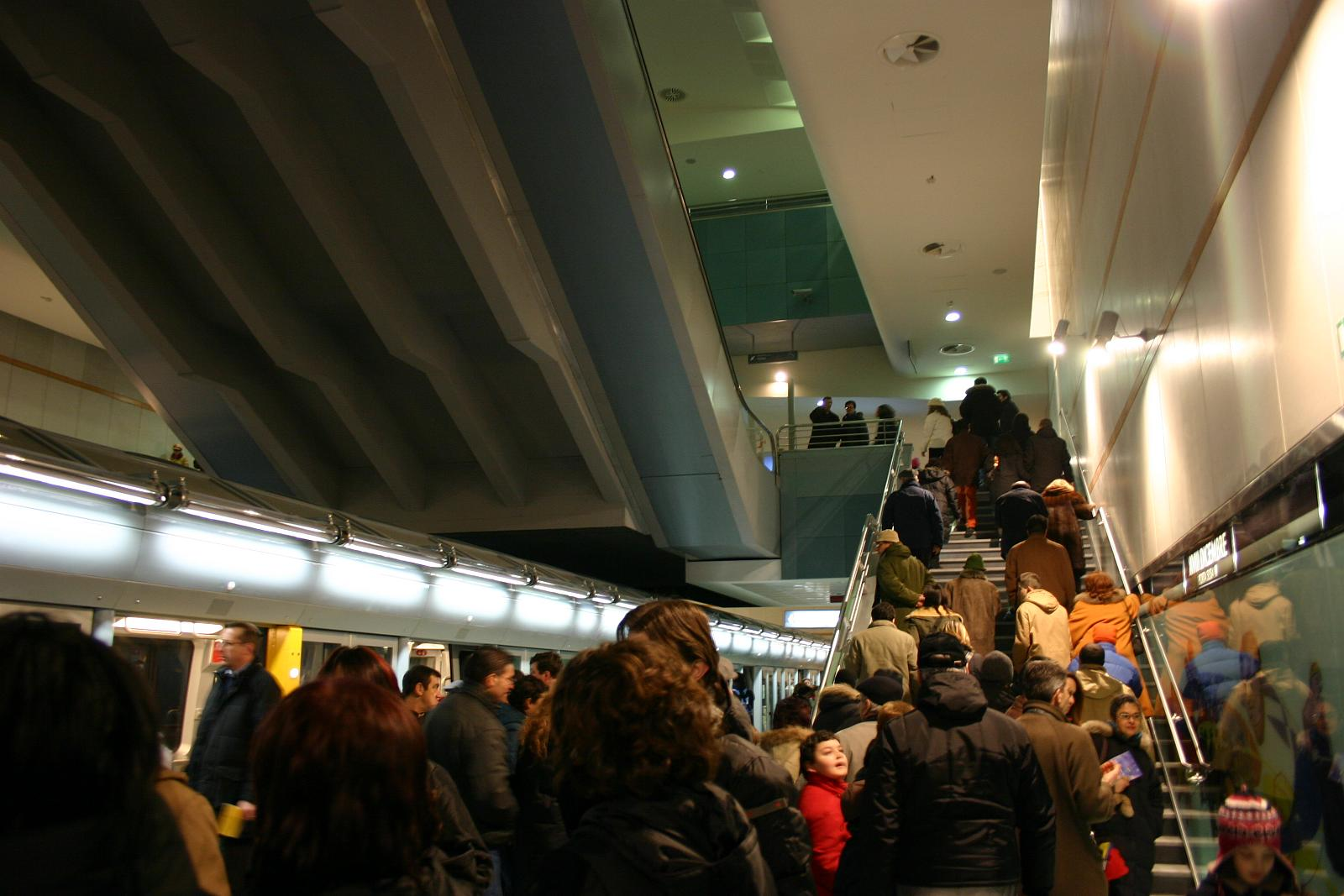
varco di una della stazione, pieno di gente

All'interno della fermata XVIII Dicembre, il cui nome, ripreso dalla piazza sovrastante, si riferisce alla data del massacro fascista, del 18 dicembre 1922, di cui la vetrofania di Ugo Nespolo, presente in tutte le stazioni della linea 1 della Metropolitana di Torino, ricorda l'efferato episodio.

## Servizi
La stazione dispone di:
- Biglietteria automatica
- Accessibilità per portatori di disabilità
- Ascensori
- Scale mobili
- Stazione video sorvegliata